# 歌いつがれて25年 藤圭子演歌を歌う
『歌いつがれて25年 藤圭子演歌を歌う』（うたいつがれて25ねん　ふじけいこえんかをうたう）は、1970年12月に藤圭子がリリースした3作目の2枚組アルバム。（JRS-9039/40）

## 解説
- 1970年10月23日 渋谷公会堂に於ける「デビュー1周年記念リサイタル」を収めた。藤圭子初のライブ・アルバム

持ち歌は2曲のみで、それ以外は戦後歌謡史を1人で歌い継いでいくといった構成のアルバム、藤圭子の絶頂期の歌唱。

しかも当日は、体調不良で、貧血にふらつきそうになりながらも2時間歌いきった。
「楽屋のそででじっとこのようすを見守っていた、ちあきなおみが涙をうかべてつぶやいた…。「彼女の根性には頭が下がります。それがかえってつらくって……」」

- ソニー・ミュージックダイレクトより2016年10月19日発売の6枚組CD-BOX『藤圭子劇場』 (DYCL 3291～6）の『DISC 1』に収められる

## 収録曲
JRS-9039
A面
1. 圭子の夢は夜ひらく　　作詞：石坂まさを　作曲：曽根幸明
2. リンゴの唄　　作詞：サトウハチロー　作曲：万城目正　／並木路子のカバー
3. 啼くな小鳩よ　　作詞：高橋掬太郎　作曲：飯田三郎　／岡晴夫のカバー
4. 港が見える丘　　作詞・作曲：東辰三　／平野愛子のカバー
5. 星の流れに　　作詞：清水みのる　作曲：利根一郎　／菊池章子のカバー

B面
1. 銀座カンカン娘　　作詞：佐伯孝夫　作曲：服部良一　／高峰秀子のカバー
2. カスバの女　　作詞：大高ひさを　作曲： 久我山明 　／エト邦枝のカバー
3. 好きだった　　作詞：宮川哲夫　作曲：吉田正　／鶴田浩二のカバー
4. 有楽町で会いましょう　　作詞：佐伯孝夫　作曲：吉田正　／フランク永井のカバー　※CDでは原題の「有楽町で逢いましょう」表記
5. 南国土佐を後にして　　作詞・作曲・編曲：武政英策　／ペギー葉山 のカバー

JRS-9040
A面
1. 黒い花びら　　作詞：永六輔　作曲：中村八大　／水原弘のカバー
2. 潮来笠　　作詞：佐伯孝夫　作曲：吉田正　／橋幸夫のカバー
3. アカシアの雨がやむとき　　作詞：水木かおる　作曲：藤原秀行　／西田佐知子のカバー
4. 出世街道　　作詞：星野哲郎　作曲：市川昭介　／畠山みどりのカバー
5. お座敷小唄　　作詞：不詳　作曲：陸奥明　／和田弘とマヒナスターズのカバー

B面
1. 網走番外地　　作詞：伊藤一　替歌：タカオ・カンベ　／高倉健のカバー
2. 女のためいき　　作詞：吉川静夫　作曲：猪俣公章　／森進一のカバー
3. 池袋の夜　　作詞：吉川静夫　作曲：渡久地政信　／青江三奈のカバー
4. 長崎は今日も雨だった　　作詞：永田貴子　作曲：彩木雅夫　／内山田洋とクール・ファイブのカバー
5. 命預けます　　作詞・作曲：石坂まさを